# Сарчапет
Сарчапе́т (арм. Սարչապետ) — село в Лорийской области Армении.
Основан в 1830 году 7-8 семьями - эмигрировавшими из села Молесман (Молла Сулейман) 
Западной Армении ( Алашкертская волость, Баязетский уезд, Эрзурумская губерния, Османская Турция). 
Считается одним из 100 крупнейших населенных пунктов Республики Армения.

## География
Высота местности над уровнем моря составляет 1705 метров. Село расположено на самой высокой точке Таширского/Калининского/ района, в состав которого и входит. Вокруг красивые и живописные места. Рядом находится гора Лок высотой 2147 метров, на которой расположена небольшая часовня.

## История
Село образовалось в первой половине XIX века — в период русско-турецких войн. Основателями села стали переселенцы из Карса и Алашкерта (Западная Армения), эмигрировавшие в Восточную Армению. Население Сарчапета говорит на диалекте, который развился из различных наречий армянского языка (как Западной, так и Восточной группы).